# Coenyra hebe
'Coenyra hebe, là một loài bướm ngày thuộc họ Nymphalidae. Nó được tìm thấy ở Nam Phi, in KwaZulu-Natal from Durban phía bắc dọc theo đồng bằng ven biển đến Maputaland. Nó cũng được tìm thấy ở Greytown to Swaziland và Mpumalanga.
Sải cánh dài 32-36 mm đối với con đực và 34-38 mm đối với con cái. Con trưởng thành bay quanh năm (nhiều nhất vào từ tháng 11 đến tháng 1).
Ấu trùng có thể ăn các loài Poaceae. Ấu trùng ăn Ehrharta erecta.